# Questa è la tua vita
Questa è la tua vita (Här har du ditt liv) è un film del 1966 diretto da Jan Troell.

## Riconoscimenti
Guldbagge - 1967
Miglior regista - Jan Troell